# Ivan Tušek
Ivan Tušek [ívan túšek], slovenski pedagog, naravoslovec, pisatelj in prevajalec,  * 13. avgust 1835, Martinj Vrh, † 10. marec 1877, Ljubljana.

## Življenje
Tušek se je rodil kmečkim posestnikom v Martinj Vrhu v Selški dolini očetu Janezu in materi Maruši (rojena Bertoncelj). Osnovno šolo je obiskoval v šolskem letu od 1844 do 1845 in nato od 1845 do 1847 šolanje nadaljeval na normalki v Škofji Loki. Od 1847 do 1855 je v Ljubljani obiskoval gimnazijo, od 1855 do 1859 pa študiral na Dunajski univerzi. Po poklicu je bil srednješolski učitelj fizike in matematike. Prvo službo je opravljal na dunajski višji realki do leta 1864, ko se je preselil v Zagreb in tam nadaljeval poučevanje. Leta 1871 je zaprosil za premestitev v Ljubljano, kjer je učil na ljubljanski gimnaziji do 1877. Takrat je moral s službovanjem prenehati, saj je zbolel za pljučnico, za katero je 10. marca 1877 umrl. 
Od leta 2005 je na njegovi rojstni hiši v Martinj Vrhu postavljena spominska plošča.

## Delo
Z objavljanjem svojih del je začel v gimnazijiskih letih v časopisu Vaje, ki ga je v letih 1854 in 1855 izdajal skupaj z ostalimi vajevci. Nasprotovali so absolutizmu in zagovarjali uveljavitev človekovih pravic, osebno svobodo in svobodo Slovencev.
Od leta 1858 do 1863 je v Slovenski glasnik objavljal razprave v nadaljevanjih, ki so bile izobraževalne narave. Prav tako je v Slovenskem glasniku objavljal zbrane pripovedke. Te so v knjigi Pripovedke iz Martinj Vrha izšle več kot 100 let (1986) po njegovi smrti.
Ivan Tušek je v slovenščino za potrebe šolstva od leta 1863 do 1872 prevedel šest učbenikov iz češčine, hrvaščine in nemščine. V ta namen je tudi zbral vsa znana slovenska imena rastlin, zato velja za utemeljitelja slovenskega botaničnega besedišča.
Ob tem je v letih 1872 in 1873 v reviji Vrtec: slovenski mladini objavljal poezijo, ki govori o naravi.

#### Članki
- Vinska trta (1858)
- Potovanje okrog Triglava (1860)
- O čarovnih zeliščih (1863)

#### Poezija
- Prisega naravi (1872)
- Moja pesen (1873)

#### Prevodi
- Rastlinstvo (1863) (COBISS)
- Štirje letni časi (1867) (COBISS)
- Fizika (1869) (COBISS)
- Niže Merstvo (1872) (COBISS)
- Prirodopis rastlinstva s podobami (1872) (COBISS)

#### Proza
- Pripovedke iz Martinj Vrha (1986)